# Șerpeni
Șerpeni község Moldova Anenii Noi járásában. A Dnyeszter jobb partján fekszik.
A település közelében zajlott a második világháború alatt a Iași–Chișinău front egyik döntő csatája. A șerpeni hídfőnél a Dnyszeter keleti, bal partján a szovjet 3. Ukrán Front csapatai 1944 áprilisától 1944. augusztus végéig támadták a német Dél-hadseregcsoport védekező egységeit. A hídfő áttörésére csak az augusztus 23-án indított Iași–Chișinăui offenzíva nyomán került sor. Ezt követően a szovjet csapatok már augusztus 24-én elfoglalták Chișinăut, ahonnan a román átállást követően szabaddá vált az út Románia felé. Az erős szovjet tüzérségi támogatás mellett lezajlott harcokban több mint 11 ezer katona esett el. Ennek a csatának állít emléket a falu határában felépített háborús emlékpark.